# Манера поведения (альбом)
«Манера поведения» — первый альбом рок-группы Колибри, записанный в период с 1989 по 1991 год и вышедший в 1991 году. Альбому посвящён один из разделов книги Александра Кушнира «100 магнитоальбомов советского рока».

## Об альбоме
В критике отмечают, что это единственный альбом группы, не привязанный к конкретному настроению. В альбоме раскрываются и темы мокрого города, и мечтательно падающие звезды, наслаждения запретным и печаль прозрения.
Александр Кушнир описывает звучание альбома как сочетание гротеска, шарма и дилетантства на фоне гармоничных и запоминающихся инструментальных партий.

## Список композиций

### Первое издание
| №                   | Название                         | Длительность |
| ------------------- | -------------------------------- | ------------ |
| 1.                  | «Париж»                          | 3:02         |
| 2.                  | «Город»                          | 4:19         |
| 3.                  | «Ему не нужна американская жена» | 2:24         |
| 4.                  | «Фудзи ещё не спит»              | 3:16         |
| 5.                  | «Я устал»                        | 3:21         |
| 6.                  | «Манера поведения»               | 2:47         |
| 7.                  | «О чём поёт тропическая птица»   | 4:09         |
| 8.                  | «Серенада любви»                 | 3:57         |
| 9.                  | «Провал»                         | 3:57         |
| 10.                 | «Трамвай»                        | 3:07         |
| 11.                 | «Танцуй со мной»                 | 4:13         |
| 12.                 | «Орландина»                      | 3:40         |
| 13.                 | «Голос»                          | 1:34         |
| Общая длительность: | Общая длительность:              | 43:38        |

### Переиздание 2022 года
| №                   | Название                            | Длительность |
| ------------------- | ----------------------------------- | ------------ |
| 1.                  | «Интро»                             | 1:09         |
| 2.                  | «Тропическая птица»                 | 4:07         |
| 3.                  | «Американская жена»                 | 2:22         |
| 4.                  | «Фудзи»                             | 3:54         |
| 5.                  | «Трамвай»                           | 3:03         |
| 6.                  | «Танцуй со мной»                    | 4:33         |
| 7.                  | «Орландина»                         | 3:40         |
| 8.                  | «Манера поведения»                  | 2:44         |
| 9.                  | «Город»                             | 4:18         |
| 10.                 | «Голос»                             | 1:38         |
| 11.                 | «Тропическая птица (первая версия)» | 3:59         |
| 12.                 | «Опять (демо версия)»               | 3:49         |
| 13.                 | «Провал (vocal mix)»                | 3:56         |
| 14.                 | «Париж (демо версия)»               | 3:36         |
| Общая длительность: | Общая длительность:                 | 62:12        |

## Участники записи

### Колибри
- Наталья Пивоварова
- Елена Юданова
- Инна Волкова
- Ирина Шароватова
- Ольга Фещенко

### Приглашённые музыканты
- Александр Титов — бас-гитара, аранжировки
- Олег Сакмаров — флейта, саксофон, гобой, губная гармоника, клавишные, бэк-вокал, аранжировки
- Пётр Акимов — виолончель
- Алексей Рацен — барабаны, программирование драм-машины
- Михаил Файнштейн-Васильев — перкуссия
- Сергей Агапов — барабаны
- Михаил Кузнецов — гитара
- Александр Беляев — гитара
- Михаил Малин — клавишные
- Сергей Щураков — аккордеон
- Хор мальчиков капеллы им. М. И. Глинки

Записано в 1989—91 годах на студиях Михаила Малина, групп «Телевизор» и «Аквариум»
Звукорежиссёры — Андрей Макаров, Михаил Малин, Михаил Файнштейн-Васильев.